# Lijst van burgemeesters van Hooge en Lage Zwaluwe
Dit is een lijst van burgemeesters van de voormalige Nederlandse gemeente Hooge en Lage Zwaluwe tot die gemeente op 1 januari 1997 opging in de gemeente Made (later hernoemd tot de 'gemeente Drimmelen').
| Ambtsperiode | Naam burgemeester                         | Partij of stroming | Bijzonderheden                              |
| ------------ | ----------------------------------------- | ------------------ | ------------------------------------------- |
| 1811 - 1817  | Daniël de Jongh                           |                    | maire/schout                                |
| 1817 - 1845  | Hugo Vogel                                |                    | eerst schout                                |
| 1845 - 1877  | Pieter Lucas de Jongh                     |                    |                                             |
| 1877 - 1913  | D.J. baron van Heeckeren van Brandsenburg |                    |                                             |
| 1914 - 1946  | D.E. van Suijlekom                        |                    |                                             |
| 1947 - 1952  | Jan (J.P.) Godwaldt                       | KVP                | later burgemeester Etten-Leur en Roosendaal |
| 1953 - 1973  | dr. Conrad (C.) Vlak                      | KVP                |                                             |
| 1973 - 1979  | Wouter (W.J.A.) de Vet                    | KVP                |                                             |
| 1980 - 1988  | ir. P.J. Gruijters                        | CDA                | later waarnemend burgemeester Zundert       |
| 1989 - 1995  | Gert (G.C.) de Groot                      | CDA                | Later burgemeester van Kapelle              |
| 1995 - 1997  | jhr. Ruud (R.G.P.) Sandberg               | VVD                | waarnemend                                  |